# La ciutat a la frontera del futur
"La ciutat a la frontera del futur" (títol original en anglès "The City on the Edge of Forever") és el vint-i-vuitè episodi de la primera temporada de la sèrie de televisió de ciència-ficció estatunidenca Star Trek. Va ser escrit per Harlan Ellison; els col·laboradors i/o els editors del guió inclouen Steven W. Carabatsos, D. C. Fontana i Gene L. Coon. Gene Roddenberry va fer la reescriptura final. L'episodi va ser dirigit per Joseph Pevney i es va emetre per primera vegada a NBC el 6 d'abril de 1967.
A l'episodi, el doctor Leonard McCoy (DeForest Kelley) se sobredosifica accidentalment amb una droga perillosa. Ell es transporta fins a un planeta misteriós mentre no està en els seus cabals i és perseguit per un grup de rescat dirigit pel Capità Kirk (William Shatner) i Spock (Leonard Nimoy), que aviat es troben amb el Guardià del Futur, un portal del temps sensible. McCoy viatja en el temps mentre està deteriorat i canvia la història fins a tal punt que la Federació Unida de Planetes ja no existeix. Kirk i Spock el segueixen a la Era de la depressió Nova York per intentar arreglar el dany. Mentre que en el passat, Kirk s'enamora de l'Edith Keeler (Joan Collins), una operadora de menjador social que somia amb un futur molt semblant al seu propi segle XXIII. Spock finalment descobreix que McCoy havia canviat el curs de la història salvant Keeler de morir en un accident de trànsit. Per a la seva pena personal, Kirk permet que l'accident tingui lloc, restaurant la història.
L'episodi va rebre una àmplia elogis de la crítica i s'ha afirmat amb freqüència com el millor episodi de tota la franquícia Star Trek. Elements com el tràgic final van ser destacats per diversos crítics. Va guanyar diversos premis, inclòs el premi del Sindicat de Guionistes dels Estats Units al millor drama episòdic de televisió (Ellison, 1967) i el Premi Hugo a la Millor Presentació Dramàtica (Ellison i Pevney, 1968).

## Argument
Mentre l'USS Enterprise orbita un planeta misteriós causant distorsions en el temps, el cap mèdic Leonard McCoy està tractant amb el tinent Sulu quan l' Enterprise és sacsejada per una altra onada temporal i McCoy s'injecta accidentalment una gran dosi de cordazina, una droga perillosa. Conduït a un frenesí boig, McCoy fuig del pont i es transporta ell mateix cap al planeta. El capità James Tiberius Kirk segueix amb un grup de recerca que inclou el primer oficial Spock, enginyer en cap Sr. Scott, i l'oficial de comunicacions tinent Uhura. A la superfície del planeta, es troben amb un antic anell brillant que resulta ser un objecte sensible anomenat "Guardià del Futur", un portal capaç d'enviar-los a qualsevol moment i lloc. El Guardià s'ofereix a enviar-los al passat de la Terra i reprodueix una sèrie d'imatges de temps històrics que Spock enregistra al seu tricorder amb finalitats d'investigació. Mentre els altres es distreuen, el Dr. McCoy, encara frenètic, surt del seu amagatall i salta pel portal. El grup d'aterratge perd a l'instant el contacte amb l' Enterprise, i el Guardià explica que McCoy ha alterat el passat fins a tal punt que l' Enterprise i la realitat que sabien ja no existeix.
El Guardià diu que és possible arreglar el dany, de manera que Kirk demana que torni a reproduir el període històric que mostrava quan McCoy va passar. Ell i Spock intenten saltar en un moment just abans de l'arribada de McCoy i es troben a Nova York el 1930 durant la Gran Depressió. Roben roba d'una escala d'incendis per integrar-s'hi i, mentre fugen d'un policia, s'amaguen al soterrani de la missió del carrer 21. Allà es troben amb l'operadora del menjador social, l'Edith Keeler. Intueix alguna cosa estranya sobre els intrusos, però no obstant això s'ofereix a pagar-los per netejar el soterrani i els troba un lloc on allotjar-se. Més tard, Spock intenta descobrir com McCoy va canviar la història accedint a les gravacions del seu tricorder. Aquesta és una tasca difícil utilitzant la tecnologia disponible de 1930, que a Spock li agrada "ganivets de pedra i pells d'ós". Mentre Spock treballa en el problema d'enginyeria, Kirk paga les seves despeses fent feines ocasionals a la missió, on s'enamora de Keeler.
Sen se que ho sàpiguen Kirk i Spock, McCoy finalment arriba en un estat molt agitat i s'ensopega amb la missió, on Keeler el cuida per recuperar-lo. Spock completa el seu treball i descobreix que Keeler se suposa que va morir en un accident de trànsit, però d'alguna manera es va salvar amb l'arribada de McCoy, creant una línia de temps alterada en la qual va fundar un moviment pacifista la vigília de la Segona Guerra Mundial. Va créixer prou poderós per fer que els Estats Units retardessin la seva entrada a la guerra, donant temps a l'Alemanya nazi per desenvolupar la primera bomba atòmica i utilitzar-la per guanyar la guerra en lloc dels Aliats i conquerir el món. Kirk està sacsejat per aquesta revelació i admet el seu amor per Keeler, a la qual cosa Spock respon que ha de morir per evitar milions de morts i restaurar el futur.
Mentre caminava cap a una pel·lícula de Clark Gable amb Kirk la nit següent, Keeler esmenta casualment el nom de McCoy. Sorprès, Kirk li diu a Keeler que es quedi allà mentre creua el carrer de tornada a la missió per informar a Spock. McCoy emergeix de la missió al mateix temps, i el trio es reuneix a la vorera. En observar això, Keeler comença a creuar el carrer per unir-se a ells i no s'adona d'un camió que s'acosta. Kirk es gira instintivament per salvar-la, però un crit d'en Spock el congela, i Kirk agafa McCoy de mala gana perquè tampoc la pugui salvar. Keeler és colpejada i atropellada. Un McCoy sorprès li pregunta a Kirk si sap el que acaba de fer, però és Spock qui respon: "Ell ho sap, doctor. Ell ho sap".
Kirk, Spock i McCoy tornen a través del Guardià i es tornen a unir al grup d'aterratge, on troben que l'Enterprise està restaurada. Un Kirk d'aspecte trist no fa cas de les preguntes sobre el que va passar, diu "Fotem el camp d'aquí", i el grup d'aterratge s'acosta a l' Enterprise.

## Repartiment i doblatge al català
La sèrie va ser doblada al català pels estudis Tecni-3 (primera part) i Diálogo (segona part) i emesa a TV3 l’any 1989. Els dobladors de l'episodi foren:
| Personatge                | Actor/actriu     | Veu en català                      |
| ------------------------- | ---------------- | ---------------------------------- |
| James T. Kirk             | William Shatner  | Jordi Boixaderas                   |
| Spock                     | Leonard Nimoy    | Isidre Sola i Llop                 |
| Montgomery Scott 'Scotty' | James Doohan     | Joan Carles Gustems Domènec Farell |
| Hikaru Sulu               | George Takei     | Jaume Nadal Enric Cusí             |
| Nyota Uhura               | Nichelle Nichols | Glòria Roig Azucena Díaz           |
| Edith Keeler              | Joan Collins     | Roser Cavallé                      |
| Guardià del Futur         | Bart LaRue       | Josep Maria Alarcón                |
| Policia                   | Hal Baylor       | Jaume Costa                        |
| Conductor                 | Carey Loftin     | Ferran Llavina                     |

## Producció

### Escriptura
L'escriptura d'aquest episodi va durar més de deu mesos, des del llançament inicial de Harlan Ellison fins al final reescrit per Gene Roddenberry. Steven W. Carabatsos i D. C. Fontana, ambdós editors de la història del programa, van reescriure la reproducció per televisió, i els canvis també s'han atribuït al productor Gene L. Coon. L'experiència va provocar una animadversió entre Ellison i Roddenberry durant la resta de la vida d'aquest últim, en particular per una afirmació dubtosa de Roddenberry que Ellison tenia el personatge Scotty traficant amb drogues en una versió del guió. L'episodi va superar el pressupost en més de 50.000 dòlars i va superar el calendari de producció. Es van cometre errors en l'escenografia amb una instrucció per a "runes" mal interpretada com una sol·licitud de "ruïnes". Amb Matt Jefferies malalt, Rolland Brooks va dissenyar el conjunt i el Guardià del Futur, per sorpresa de Jefferies al seu retorn.

#### Tonalitat inicial i contorns
Harlan Ellison va ser un dels primers escriptors reclutats per Gene Roddenberry per a Star Trek. Roddenberry tenia com a objectiu que els millors escriptors de ciència-ficció produïssin guions per a l'espectacle i havia identificat Ellison immediatament. Aleshores, Ellison havia estat nominat als Premis del Sindicat de Guionistes dels Estats Units del 1965 com a guió destacat per a una antologia de televisió amb el seu guió per a l’episodi de Outer Limits "Demon with a Glass Hand"; va guanyar. En lloc d'assignar-se una premissa prèviament escrita, a Ellison se li va permetre desenvolupar la seva pròpia i proposar-la en un esquema de 10 pàgines. Ellison havia llegit una biografia de l'evangelista Aimee Semple McPherson, i va pensar que seria una idea interessant que Kirk viatgés en el temps i s'enamorés d'una dona semblant de bona intenció, però algú que ha de morir per preservar el futur. Ellison va considerar que tindria un efecte esfereïdor sobre Kirk.

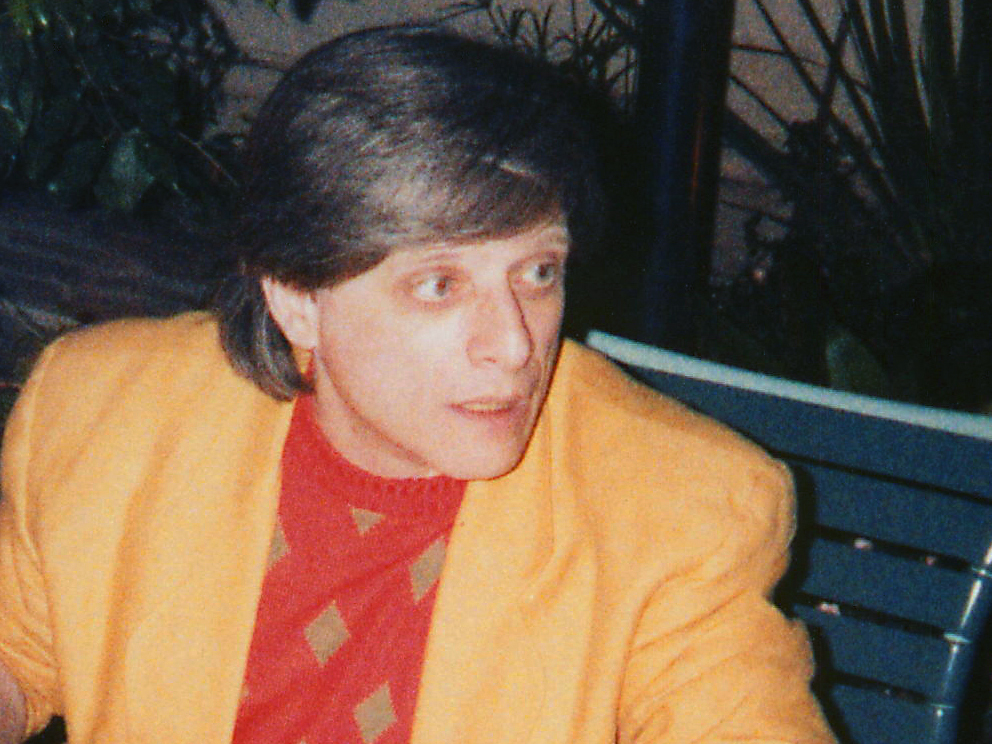
Harlan Ellison (fotografia de 1986)

El març de 1966, Ellison va presentar la idea a Roddenberry, que la va acceptar. Una setmana més tard, va lliurar el seu primer tractament de guió. El productor Robert H. Justman més tard va recordar que pensava que era genial. En escriure'l, Ellison no va tenir tantes restriccions com alguns dels escriptors posteriors; va ser contractat abans de la creació de la sèrie bible. La primera versió presentava al tinent Richard Beckwith, que és condemnat a mort després de matar un company de la tripulació quan se l'amenaça amb revelar la seva implicació en el tràfic il·legal de drogues. Ellison havia inclòs aquest element, ja que esperava que la nau estel·lar fos com qualsevol altra unitat militar, amb almenys algunes persones il·legals  Beckwith és escortat a la superfície d'un planeta proper al costat de Kirk, amb Spock per dur a terme l'execució per afusellament. A causa de l'atmosfera del planeta, han de portar vestiment ambiental. En arribar, troben una civilització antiga i les restes d'una ciutat: aquesta era la "ciutat a la vora de l'eternitat" d'Ellison. Està habitada per diversos homes de 2,7 metres d’alt, els Guardians de l’Eternitat, que protegeixen una antiga màquina del temps.
Aleshores, Kirk demana veure la història dels Estats Units a la màquina, i quan arriba a la Gran Depressió dels anys 30, Beckwith es submergeix en la projecció i desapareix. Els guardians informen a Kirk que la història ha estat alterada i, en tornar a l' Enterprise, descobreixen que la nau ara està tripulada per renegats. Lluiten per tornar a la sala del transport i tornen al planeta, on els Guardians permeten a Kirk i Spock perseguir Beckwith al passat. Els Guardians els informen que Beckwith va evitar la mort d'Edith Koestler, i com en la versió final, Kirk s'enamora d'ella; en aquesta versió, però, ho fa sabent que ella ha de morir al final. Emocionalment, no pot evitar que Beckwith intenti salvar Koestler; Spock ha de fer-ho. Roddenberry havia demanat que la nau estigués en perill específicament, i així va afegir Ellison l'element renegat en resposta. Beckwith és capturat, però torna a escapar a la projecció i acaba en un bucle interminable d'un sol Nova que explota: crida i mor per sempre sense fi.
Roddenberry no estava d'acord amb algunes de les accions de Kirk en el primer esborrany, i va demanar a Ellison que reescrigués el tractament sense pagar. La redacció va trigar cinc setmanes més, després de les quals Roddenberry va donar més notes i Ellison va trigar dues setmanes més a respondre. Quan es va rebre una versió el 13 de maig, Roddenberry i els executius de Desilu i NBC es van sentir alleujats: hi havia hagut preocupacions pel temps que es va trigar, ja que els guions s'estaven llançant, escrivint i aprovant en el temps que va trigar Ellison a revisar el seu esquema. Aquesta versió va deixar caure els vestits ambientals a causa del cost, i va reescriure la informació donada a Kirk pels Guardians, fent-la més general i menys específica de la Terra. També va canviar el cognom d'Edith Koestler per Keeler. Tanmateix, la majoria dels punts de la trama no van canviar.

#### Desenvolupament del teleplay

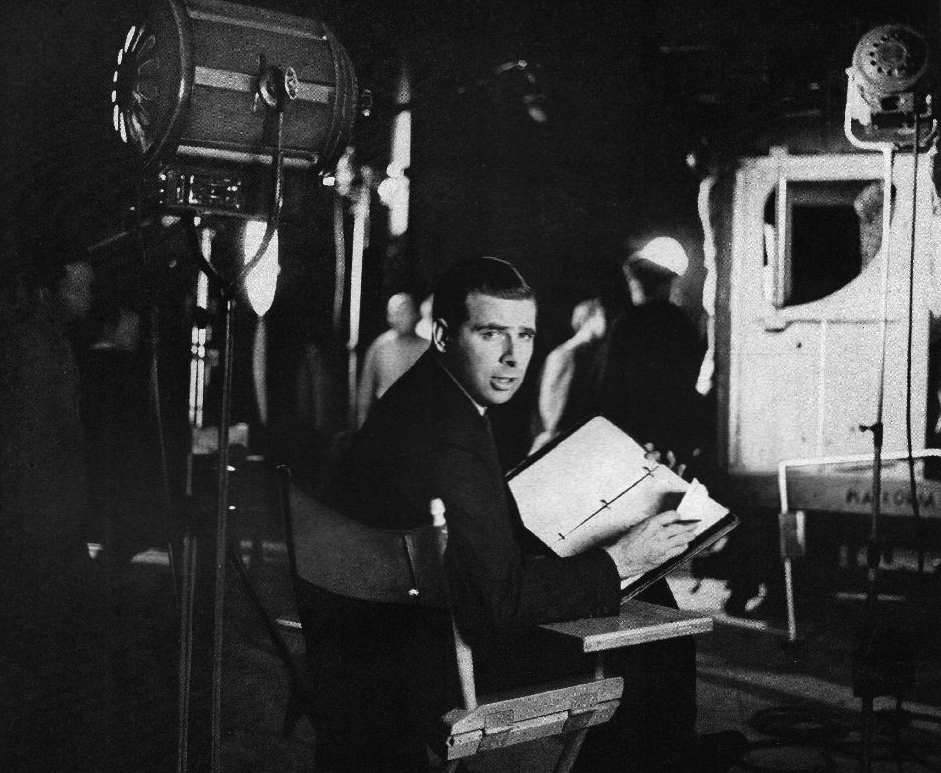
Gene Roddenberry (a la foto de 1961), va ser un dels que van reescriure el guió d'Ellison per intentar situar-lo dins del pressupost i permetre que es filmés

Justman va registrar preocupacions immediates sobre el cost potencial d'intentar filmar el tractament. Li preocupava particularment un efecte portal temporal, una escena que implicava un mamut i el nombre de rodatges exteriors i nocturns que es requeririen. Malgrat això, Roddenberry va demanar a Ellison que ho convertís en un guió de rodatge i li destinés un escriptori a l'habitació de l'assistent de direcció, esperant que assistís a l'oficina cada dia fins que l'acabés. Ellison va acabar amb una oficina més petita pròpia a petició seva, però no li va agradar prou´passar la major part del seu temps al plató. Tocava música rock and roll fort a l'oficina, i després la deixava per al plató. En una ocasió, l'editor de la història John D. F. Black el va atrapar al plató durant el rodatge de "Les dones d'en Mudd" i el va fer acompanyar de tornada a l'oficina. La música va seguir, i Black va tornar a dir-li a Ellison que la treiés, però l'escriptor ja havia sortit per la finestra i se n'havia anat. En altres ocasions, treballava fins ben entrada la nit i dormia al sofà de l'oficina de Justman. A mesura que s'anava acumulant els retards, els espais assignats a "La ciutat a la frontera del futur" es van reassignar a altres episodis. Tot i que més tard es va afirmar que aquest període tenia una durada diferent, Ellison va completar el primer esborrany de la teleplay en tres setmanes, lliurant-lo a Justman el 7 de juny. Black va dir més tard que Ellison sempre tenia "40 coses en marxa" en referència a que feia diverses tasques alhora. En resposta, Ellison va dir que fer diverses tasques al mateix temps era simplement com es guanyaven la vida els guionistes als anys 60.
L'alegria inicial de Justman per rebre el guió va ser de curta durada. Ràpidament es va adonar que no es podia filmar a causa del cost i que els personatges no eren segons la guia de l'escriptor. Un d'aquests intercanvis entre Kirk i Spock va fer que el personatge vulcanià acusava els humans de ser bàrbars, mentre que Kirk va dir que Spock era desagraït perquè els humans eren més avançats que els vulcans. Justman va pensar que era un bon guió, però mai es va poder reescriure i filmar a temps per a la primera temporada. Se li va demanar a Ellison que el revisés una vegada més,  amb els problemes atribuïts a les sol·licituds de NBC,  i va enviar una versió més una setmana després. L'equip de producció començava a perdre la paciència, ja que no l'estava revisant d'acord amb les seves peticions, i va començar a discutir amb Justman sobre les dificultats pressupostàries. El 15 d'agost Ellison va lliurar un segon esborrany revisat a Justman, titulat "esborrany final" a la portada. Justman va escriure una nota immediatament al company productor Gene L. Coon, dient que després de cinc mesos, Ellison no havia aconseguit reduir els requisits pressupostaris per a l'episodi a alguna cosa que es pogués rodar.
Roddenberry i Justman van parlar amb Ellison, buscant més canvis, però no van aconseguir convèncer-lo. William Shatner va ser enviat a casa d'Ellison per intentar que l'escriptor es reconciliés. Va afirmar que li van cridar i l'havien fet fora de la propietat,  però l'Ellison va dir que Shatner havia llegit el guió mentre estava assegut en un sofà i havia marxat per dir-li a Roddenberry que li agradava. Ellison va suggerir que Shatner tenia un interès personal a revisar el guió perquè Leonard Nimoy tenia més línies que en la versió d'Ellison, i s'havia passat el temps al sofà comptant línies. Mentrestant, Steve Carabatsos va substituir a Black com a editor de la història del programa i en Coon li va dir que corregís el guió. Carabatsos va substituir els nous personatges amb un accident que va implicar McCoy i una sobredosi d'adrenalina i va eliminar els Guardians del Futur, substituint-los per un portal de viatges en el temps. Posteriorment, Ellison el va acusar de "portar una motoserra" al guió. A Roddenberry no li va agradar prou la nova versió i va convèncer Ellison de tornar-la a escriure de nou.

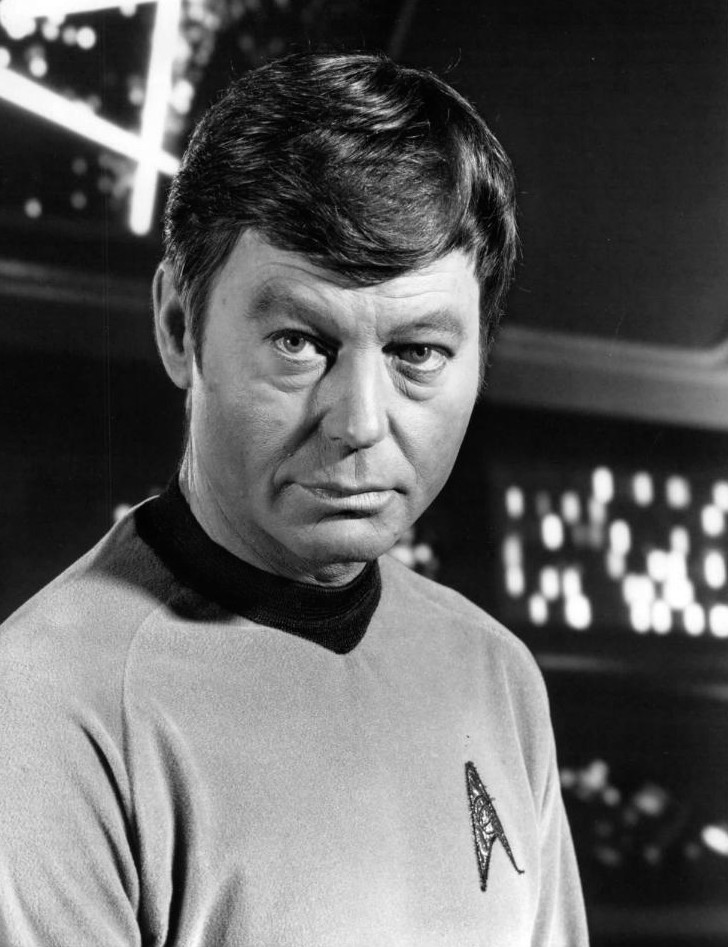
Quan D.C. Fontana va reescriure la sèrie, va afegir la sobredosi accidental de McCoy al primer acte.

El 19 de desembre, Ellison va presentar un nou teleplay revisat, datat l'1 de desembre. Justman va suggerir en una nota que Roddenberry podria reescriure l'última versió en una que es pogués utilitzar. Va dir que, tot i que era una "història bona" i l'Ellison era un "escriptor molt talentós", va sentir que havia de ser reescrita per algú altre o descartada del tot. Prenent aquest consell a la mà, Roddenberry va reescriure el guió durant el període Nadal-Any Nou, entregant una nova versió el 9 de gener de 1967. Els seus canvis van incloure l'eliminació de la versió malvada de l' Enterprise i l'addició d'alguns elements de comèdia. Justman es va mostrar satisfet amb els canvis de Roddenberry i va dir a Coon que estava a prop de ser filmable, però que encara esperava que superés el pressupost d'un únic episodi.
Dorothy Fontana va ser contractada com a nova editora d'històries, en substitució de Carabatsos. Anteriorment havia estat la secretària de Roddenberry i era molt conscient dels problemes del guió en llegir les versions anteriors. Quan va arribar a la feina per al seu primer dia en el seu nou paper, Roddenberry li va donar una còpia de la seva revisió i li va dir que intentés reescriure-la. Més tard es va referir a aquell dia com a "caminar cap a un niu de vespes" i el guió en si com a "granada viva". Entre els canvis en la seva versió hi havia la introducció del medicament corrazina. Ellison va criticar específicament aquest canvi, ja que la seva versió més recent del guió demanava que el verí d'una criatura alienígena provoqués els símptomes a McCoy. Va dir que "Gene [Roddenberry] va preferir que un cirurgià consumat actués d'una manera tan astuta que s'injectés una droga mortal!"
Justman va elogiar la versió de Fontana, dient que era la versió que tenia més probabilitats de ser rodada. Però va suggerir que ara havia perdut "la bellesa i el misteri inherents al guió com Harlan el va escriure originalment". Va dir que se sentia malament, perquè si no hagués vist les versions anteriors d'Ellison, probablement hauria estat "emocionat" amb la versió de Fontana. Encara insatisfet amb el guió, Roddenberry es va dedicar a reescriure'l una vegada més, titulant el resultat, amb data 1 de febrer, l'esborrany final. Ellison va anomenar més tard elements del diàleg en aquesta versió "precisament la mena de merda utòpica tonta que agradava a Roddenberry", i va afegir que Roddenberry tenia "aproximadament tanta capacitat d'escriptura com el pirateig més baix de la indústria". Més tard, Shatner va creure que en realitat es va reescriure per Gene L. Coon i només supervisat per Roddenberry. Ellison va sol·licitar a través del seu agent que se'l atribuïssin al guió només com a Cordwainer Bird. En resposta, Roddenberry va amenaçar amb el Sindicat de Guionistes dels Estats Units de posar Ellison a la llista negra, i finalment l'escriptor es va convèncer de ser acreditat pel seu nom. Cap dels altres escriptors implicats en el treball va buscar crèdit pel guió, ja que estaven d'acord amb Roddenberry que era important que Star Trek s'associés amb escriptors com Ellison.

### Direcció i càsting

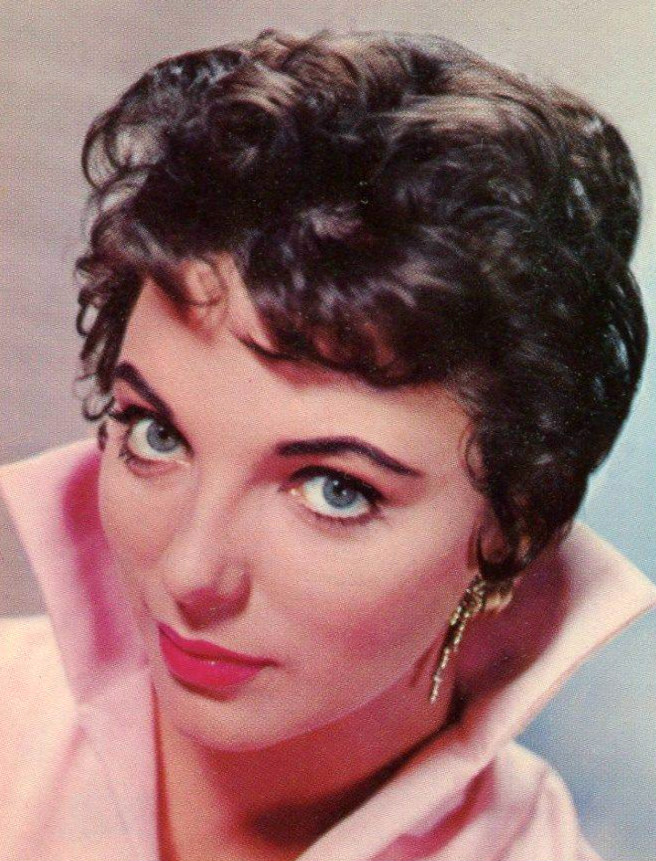
Joan Collins (a la foto de 1956), era una actriu coneguda abans d'aparèixer a "La ciutat a al frontera del futur".

Joseph Pevney va ser assignat com a director d'aquest episodi. Tenia experiència prèvia en la direcció de llargmetratges, i més tard va explicar que "La ciutat a la frontera del futur" va ser l'episodi més proper de "Star Trek" al mateix nivell de treball i repte, afirmant que ell el va tractar com una pel·lícula. Però va criticar la versió d'Ellison del guió, dient que "no tenia sentit del cinema" i va ser una sort que Roddenberry el tornés a escriure. Va elogiar el nivell de detall d'Ellison a la dècada de 1930 i per la idea general de l'episodi 
La tripulació es va sorprendre quan l'actriu Joan Collins va expressar el seu interès a aparèixer a la sèrie. Després que el seu agent li preguntés si volia aparèixer al programa, Collins, que mai n'havia sentit a parlar, ho va esmentar als seus fills. Com que la seva filla gran estava entusiasmada amb el programa, Collins va decidir acceptar l'oferta de l'estudi.
El director de càsting Joe D'Agosta la va qualificar d' "actriu notòria", però va dir que en aquell moment van veure aproximacions d'una àmplia gamma d'actors i actrius que volien aparèixer a la sèrie. Pevney va dir "Joan Collins va ser molt bona en això. Li agradava treballar al programa i Bill i Leonard van ser molt bons amb ella... Fer-la servir va ser una bona opció." Posteriorment, Collins va recordar incorrectament Keeler com a simpatitzant nazi,  un error que s'ha repetit a les biografies de l'actriu. Ellison va dir en resposta que aquest no era un tret de personatge previst.
John Harmon va aparèixer com a rodamon a "La ciutat a la frontera del futur" i va tornar en un paper més destacat a "Un tros del pastís". Tot i que algunes fonts han acreditat la veu del Gaurdià a James Doohan, en realitat va ser interpretada per Bartell LaRue. Més tard, l'actor va aparèixer a la pantalla a l'episodi "Pa i Circ", i va oferir més treballs de veu en off a "La timba de Triskelion", "Demostracions de força" i "La cortina salvatge". També van tornar a Star Trek en aquest episodi David L. Ross com el tinent Galloway i John Winston com el tinent Kyle.

### Rodatge i postproducció
El rodatge va començar el 3 de febrer de 1967, amb l'expectativa que triguar sis dies a filmar. El rodatge es va completar amb un dia i mig de retard el 14 de febrer. El cost total va ser de 245.316 dòlars, en comparació amb el pressupost de 191.000 dòlars d'aquest episodi. El pressupost normal dels episodis durant la primera temporada va ser de 185.000 dòlars. Roddenberry va afirmar més tard que es van gastar uns 257.000 dòlars en l'episodi, i va dir que podria haver estalviat 20.000 dòlars més si no hagués insistit en el càsting i els decorats d'alta qualitat. També va afirmar que la versió original d'Ellison hauria costat 200.000 dòlars més a més del que ja es va gastar.
El rodatge va començar a la Desilu Forty Acres, amb Pevney amb l'objectiu de completar tota la filmació en un sol dia per completar l'episodi en els sis dies assignats. El lloc s'havia utilitzat anteriorment per als episodis "Miri" i "El retorn dels Arcans". Cap dels productors esperava que ho fes, però amb la sèrie ja amb 74.507 dòlars en vermell i amb dos episodis més per filmar, Desilu va haver de presentar-se a la NBC per intentar mantenir el pressupost. Es va completar un treball extens durant les hores del dia, al plató que s'havia utilitzat per a altres sèries com The Andy Griffith Show, amb la barberia de Floyd apareixent en algunes de les preses. El rodatge va continuar fins a la nit i, amb Pevney sense temps, no estava segur de quan aturar-se. El problema va ser que altres sèries com ara Rango i Gomer Pyle tenien els escenaris reservats per als propers dies, i no estaven segurs de si tindrien temps de tornar i filmar les escenes eliminades.
Després d'una pausa de cap de setmana, el rodatge es va reprendre als platós de Desilu Gower Street, on normalment es va rodar My Three Sons. Aquests es van utilitzar per representar l'interior de la missió on Keeler alleta McCoy per recuperar la salut. DeForest Kelley va pensar que McCoy també s'havia d'enamorar de Keeler;, així que Pevney va rodar les escenes amb aquest element inclòs, però mai les va incloure al tall final. Els dos dies següents es van passar als mateixos platós, mentre que el dia 5 l'acció es va traslladar al plató del pont de l' Enterprise. El rodatge d'aquest dia estava pensat per incloure escenes a la sala de transport i als passadissos de l' Enterprise, però ara la producció estava un dia sencer enrere i aquestes es van avançar a l'endemà. A la meitat del dia 6, el rodatge es va traslladar a un plató veí per a les fotos de les ruïnes exteriors i el Guardià del Futur, que es va utilitzar durant els dos dies i mig següents. El muntatge de les imatges històriques es va extreure de la cinemateca de Paramount, igual que les imatges del pont de Brooklyn.
Harlan Ellison va mantenir durant molt de temps que les ruïnes antigues eren el resultat de la lectura errònia d'algú de la seva descripció a l'escriptura de la ciutat com a "coberta de runes". Quan se li va informar que la paraula "runes" no apareixia en cap versió dels seus tractaments o guió (o cap reescriptura), Ellison va respondre a Edge Words, la columna de lletres del còmic d'IDW adaptació al llibre del seu guió original, en admetre que la seva memòria era defectuosa i que en realitat li va dir a Matt Jefferies que el plató hauria d’aparèixer "Antic, increïblement antic, amb runes per tot arreu..." Suposo que potser va difuminar la paraula "runes" i Jefferies el va escoltar malament.

### Música
Hi ha una sèrie de peces musicals reutilitzades d'episodis anteriors a "La ciutat a la frontera del futur", inclòs l'ús suficient de les partitures de "La gàbia", " On no ha anat mai cap home" i "El temps despullat" on Alexander Courage va rebre un crèdit de "música addicional". Més peces van venir de "Permís a terra", "Charlie X" i "L'enemic interior". Fred Steiner va crear una partitura parcial, el seu treball final de la primera temporada. El seu treball a Star Trek va tendir a centrar-se en l'ús de violins i violoncels per destacar moments romàntics, i no va utilitzar violes en cap de les seves obres. a la sèrie. Aquest episodi va incloure originalment la cançó de 1931 "Goodnight Sweetheart", que va ser composta originalment per Ray Noble amb lletra de Jimmy. Campbell i Reg Connelly. Per a la versió utilitzada a l'episodi, la lletra va ser gravada per un músic de sessió desconegut.
S'havia autoritzat a aparèixer a l'episodi,  i al principi, Steiner va intentar utilitzar motius de "Goodnight, Sweetheart" com a base de la seva partitura. Volia que això fos subtil i introduís la melodia de la cançó al llarg del temps, però Justman es va adonar del que estava intentant Steiner i ho va rebutjar amb la base que no volia que la cançó s'introduís massa aviat a l'episodi. Una altra obra de Steiner que va ser rebutjada per a "La ciutat a la frontera del futur" va ser una cançó principal alternativa que utilitzava saxofon i celesta, que ell havia esperat que fixés l'episodi en el to dels anys trenta. La música gravada específicament per a "La ciutat a la frontera del futur" va ser gravada en esteréo, cosa inusual per a la sèrie. Això es va redescobrir quan La-La Land Records estava compilant una banda sonora de 15 discos de La Sèrie Original, que van plantejar la hipòtesi que era perquè les veus que l'acompanyaven apareixien en una pista separada.
Quan "La ciutat a la frontera del futur" es va publicar als anys 80 per a ús de mitjans domèstics, com ara VHS i Laserdisc, la llicència per a l'ús de "Goodnight, Sweetheart" havia caducat. i va ser recollit per un estudi diferent. Es va compondre una nova partitura per substituir la cançó on s'utilitzava a l'episodi; tanmateix, les peces noves no coincidien amb les obres existents de Steiner, ja que utilitzaven un arranjament orquestral diferent. Steiner no va ser contactat ni informat dels canvis als requisits de la banda sonora,  i això va ser compost per J. Peter Robinson. La intenció original no era restaurar "Goodnight, Sweetheart" al llançament de DVD, i editar el DVD amb una exempció de responsabilitat a la caixa, "S'ha canviat una mica de música per a aquest DVD". Tanmateix, la part original de "Goodnight, Sweetheart" es va incloure erròniament i, segons es diu, Paramount va haver de pagar drets d'autor. Com que s'havien pagat els drets d'autor, tots els llançaments posteriors han inclòs la música original de "Goodnight, Sweetheart" i amb les partitures de la dècada de 1980 s'ha omès.

## Recepció

### Emissió
"La ciutat a la frontera del futur" es va emetre per primera vegada als Estats Units el 6 d'abril de 1967, a NBC. Un informe Trendex de 12 ciutats durant la nit compilat per Nielsen ratings va mostrar que durant la primera mitja hora, va ocupar el segon lloc en les classificacions darrere de Bewitched a ABC amb 11,64 milions d'espectadors en comparació als 15,04 milions de Bewitched. L'episodi va superar My Three Sons a CBS. Durant la segona mitja hora es va mantenir en segona posició amb un 28,4% de quota d'audiència, per darrere del 32,1% de Love on a Rooftop, també a ABC.
El 7 d'octubre de 2006 es va mostrar per primera vegada una remasterització d'alta definició de "La ciutat a la frontera del futur", que va introduir nous efectes especials i exteriors de naus estel·lars, així com música i àudio millorats, en redifussió als Estats Units. Va ser el cinquè episodi remasteritzat que es mostrava. Això significava que l'episodi estava disponible per a més de 200 emissores locals dels Estats Units amb els drets per emetre Star Trek, i depenent de l'emissora es va emetre el 7 o el 8 d'octubre.

### Resposta del repartiment i de la tripulació
Aquest episodi ha tingut molt en compte els que han treballat a Star Trek. Roddenberry el va classificar com un dels seus 10 episodis preferits,  i va dir que era el seu favorit juntament amb "El zoo" i el segon pilot, "On no ha anat mai cap home". A l'entrevista final abans de morir, va dir que era el seu favorit. Fontana va dir que era un dels seus dos episodis preferits pel qual no se li va acreditar, juntament amb "El problema dels Tribbles".
Els membres del repartiment principal també han dit que estava entre els seus favorits. Shatner sovint ha escollit aquest o "Un monstre amagat" com el millor episodi, dient: "'City' és el meu favorit de la sèrie original Star Trek pel fet que és una bella història d'amor, ben explicada." Nimoy la va descriure com una de les seves preferides, juntament amb "Un monstre amagat", "L'època de l'Amok", "Viatge a Babel", "A aquest costat del Paradís" i "El temps despullat". En el seu llibre, I Am Spock (1995), Nimoy va dir que episodis com "La ciutat a la frontera del futur" i "L'època de l'Amok" eren "tan de poderosos i significatius per a el públic d'avui com ho eren amb els espectadors a la dècada de 1960". Kelley va dir que era el seu favorit,  i va afegir: "Vaig pensar que era un dels finals més dramàtics que s'hagin vist mai en un programa de televisió". Karl Urban, que interpreta McCoy a Star Trek del 2009 i a les seqüeles, va dir que "La ciutat a la frontera del futur" ra un dels seus episodis preferits juntament amb "El truc de la corbomita", "L'època de l'Amok" i "L'arena".

### Aclamació de la crítica
"La ciutat a la frontera del futur" ha estat citat amb freqüència com el millor episodi de totes les sèries i pel·lícules de Star Trek. En una vista prèvia de l'episodi al Albuquerque Journal, es deia que era una "variació sorpresa del tema 'Túnel del temps'" i es va descriure com "una història absorbent, una mica difícil de fer de vegades, però tanmateix imaginativa". Després de Star Trek 4: Missió salvar la Terra, en què el viatge en el temps era part integral de la trama, es va estrenar el 1986, va dir Luis Aguilar de The Washington Post que "La ciutat a la frontera del futur" era superior a la pel·lícula, anomenant-la una "història brillant i ben executada".
Pel 30è aniversari de la franquícia, es va classificar com el millor episodi de Star Trek. "La ciutat a la frontera del futur" ha ocupat un lloc destacat en moltes llistes dels "millors" dels episodis de Star Trek. En una edició especial d'Entertainment Weekly durant la tardor de 1994, "La ciutat a la frontera del futur", va ocupar el primer lloc en una llista completa dels 79 episodis. L'article descrivia l'episodi com "Temes còsmics, actuacions eficaços i un final esguerrador fan d'aquest l’Uber-Trek indiscutible". El 2021, Screen Rant el va classificar com el segon millor episodi de la sèrie original Star Trek per tornar a veure. Un rànquing de cada episodi de la sèrie original per Hollywood.com també el va situar en el número 1 anomenant-lo "El millor episodi de Star Trek".

#### Dècada de 2000 en endavant
En el seu llibre de 2003, Beyond the Final Frontier: An Unauthorized Review of Star Trek, Mark Jones i Lance Parkin van descriure "La ciutat a la frontera del futur" com "Considerada correctament com el més destacat del Star Trek original" i l’"epítome del que millor fa Star Trek". Van dir que Kirk permetent que Keeler morís era "horroritzador i esfereïdor, afegint una altra dimensió al seu personatge".
Zack Handlen de The A.V Club va donar a l'episodi una qualificació 'A' el 2009, descrivint-lo com "un clàssic justament venerat". Però va dir que la sobredosi accidental de McCoy va ser un "estirament" i va donar a l'episodi "un inici sorprenentment incòmode, amb poca indicació de la grandesa que ha de seguir". Va qualificar el final de "brutal" i va elogiar el dilema en què es troba Kirk, davant la mort de Keeler. Handlen va suggerir que hauria estat un episodi final millor de la temporada, en lloc d’"Operació: Aniquilació". També el 2009, va ser revisat per Torie Atkinson i Eugene Myers per a Tor.com, on li van donar una valoració de sis sobre sis. Els preocupava que l'episodi no estigués a l'altura del record quan el van tornar a veure, però van dir que "segueix sent un episodi increïble, sovint imitat però rarament superat a la ciència-ficció en qualsevol mitjà". Van dir que tant els moments tràgics com els còmics van ajudar a equilibrar l'episodi, i van dir que el final va ser brusc però adequat a causa del canvi de Kirk malgrat l'anunci del Guardià de "tot és com era abans".
Keith DeCandido va donar a l'episodi una valoració de deu sobre deu quan el va revisar per a Tor.com l'any 2015. Va dir que l'episodi es va centrar en la gent, que va veure com un tema comú entre els grans episodis de Star Trek. DeCandido va donar suport a l'opinió de Spock, que si bé calia aplaudir la naturalesa compassiu de Keeler, va ser en el moment equivocat i com que la guerra amb l'Alemanya nazi era l'única manera. Darren Franich va comparar "La ciutat a la frontera del futur" a la sèrie de televisió 12 Monkeys el 2015, qualificant l'episodi d' "un dels grans episodis de la televisió". Tanmateix, també el va criticar, dient que "un plat complet de nyap pseudocientífic. És boig com només la ciència-ficció antiga ho és, i és lent com només la televisió antiga és lenta". Va enumerar nou "salts de lògica narrativa" que un espectador ha de superar per acceptar la trama. Però va sentir que era sense por en comparació amb la ciència-ficció moderna, ja que no hi havia cap intent de fer-la conscient, ni introduir un personatge còmic per fonamentar-la. Franich va dir que el final va ser "un dels grans moments de la història de Star Trek".
IGN el va classificar com el número u dels seus "Top 10 Classics Star Trek Episodes" el 2009. Va dir: "Aquesta bonica història estableix de manera commovedora la màxima explorada més tard a Star Trek 2: La còlera del Khan: les necessitats de molts superen les necessitats d'uns pocs, o la reacció de Kirk abans d'esclatar al final de l'episodi és un dels moments més commovedors de William Shatner de tot Trek." A Radio Times, David Brown el va enumerar com el segon millor episodi per a no-fans de Star Trek per veure a Netflix el 2016, anomenant-lo un "tràgic" Retorn al futur" i que "veient que la major part del drama té lloc durant la depressió dels anys trenta, no hi ha gaire cosa en el camí dels gubbins de ciència-ficció per confondre un nouvingut". Jeremy Fuster a Yahoo! TV la va incloure en una llista de deu episodis per veure abans del llançament de la sèrie de televisió de 2017, anomenant-la "un dels episodis més esfereïdors" de la sèrie.
L'any 2009, mentre escrivia per a Time Magazine, John Cloud va qualificar "La ciutat a la frontera del futur" com un dels deu millors moments de Star Trek en general, incloent pel·lícules fins a aquell moment. Cloud va assenyalar "La ciutat a la frontera del futur" com "un episodi molt dur que estableix l'estàndard per a la ciència-ficció de viatges en el temps". Elements específics de l'episodi van fer que altres rànquings, com ara Comic Book Resources (CBR), el col·loquin com la desena millor relació romàntica de la franquícia Star Trek fins aquell moment, entre Kirk i Edith Keeler. En una llista del millor episodi de viatges en el temps de totes les sèries Star Trek de CBR, es va situar en primer lloc; va ser col·locat a la mateixa posició en una llista similar per Nerdist.
L'episodi es va mantenir popular durant la dècada del 2010, amb la revista britànica SciFiNow que el va classificar com el millor episodi de La sèrie original el 2010. The A.V. Club el va anomenar un dels deu episodis més importants del 2012, així com Newsweek el 2016. Va ser nomenat com un dels 25 episodis essencials de la franquícia per Vox el 2016. El 2017, Business Insider va classificar "La ciutat a la frontera del futur" com a segon lloc millor episodi de la sèrie original; com també PopMatters un any més tard.

### Premis
La versió original de Harlan Ellison de la sèrie va guanyar el premi anual del Sindicat de Guionistes dels Estats Units al millor episodi dramàtic a la televisió. Justman va dir més tard que l'enviament de la versió original no filmada va ser per despit,  i Roddenberry va dir en resposta a la victòria "molta gent obtindria premis si escrivissin guions que han pressupostat fins a tres vegades el cost del programa." Les regles de la WGA només permeten que els escriptors acreditats enviessin guions per a consideració, els quals poden enviar qualsevol esborrany d'ells que vulguin. Es va enfrontar a un altre episodi de Star Trek, nominat per l'equip de producció; "El retorn dels Arcans". Coon va dir en aquell moment: "Si guanya Harlan, moriré", i que "aquesta nit hi ha dos guions per al Premi del Sindicat de Guionistes, i els vaig escriure tots dos". Aquella nit, Roddenberry i diversos membres de la tripulació estaven asseguts a una taula que en Desilu havia comprat, mentre que l'Ellison estava en una altra. Quan va guanyar, el grup Star Trek es va aixecar i va aplaudir, ja que creien que donaria credibilitat a la sèrie. Herbert Franklin Solow va recordar més tard que aquesta exaltació es va convertir en horror quan Ellison va començar a parlar de la interferència dels executius de l'estudi en el procés d'escriptura, abans de sostenir una còpia del guió original i cridar "Recorda, no deixis que et tornin a escriure! " Ellison va passar per davant de la taula de Desilu mentre deixava el podi i va sacsejar la còpia del guió a Roddenberry i el seu grup.
Quan Glen A. Larson va afirmar que va ser Coon qui havia reescrit el guió original i va ser aquesta versió la que es va enviar al Sindicat de Guionistes,  Ellison va dir que "Un panda sortirà volant del cul de Glen Larson!". Va explicar que, com a escriptor acreditat, tenia l'opció de quina versió del guió enviar al Gremi. L'escriptor Don Ingalls va fer una altra afirmació, que va dir que l'Ellison li havia admès en un estupor borratxo una nit en un bar que havia endreçat i millorat encara més el guió abans d'enviar-lo; després es va publicar a Inside Star Trek: The Real Story de Justman i Solow. Ellison va repudiar l'afirmació d'Ingalls, assenyalant que mai va beure perquè no li agradava el gust i mai havia begut i, per tant, això no podria haver passat. En ser informat, Solow es va comprometre a afegir una nota refutant l'afirmació en una futura edició de butxaca,  però després va decidir estar d'acord amb la versió d'Ingalls de la història.
"La ciutat a la frontera del futur" fou guardonada amb el Premi Hugo el 1968 a la "millor representació dramàtica" a la Convenció Mundial de Ciència Ficció d'aquell any. Aquest es basava en la versió filmada, i no en l'original d'Ellison. Però com que el guió va romandre acreditat a Ellison, va guanyar el premi una vegada més. Van passar 25 anys abans que un altre programa de televisió "Star Trek" tornés a guanyar aquest premi, la següent ocasió va ser per a l'episodi "La llum interior" de Star Trek: La nova generació. Més tard, Roddenberry va afirmar que estava present als premis Hugo i va dir que Ellison va passar davant d'ell a l'escenari. Tanmateix, no hi era present. Ellison va comentar després quan va parlar de la victòria d'Hugo per a la versió filmada del guió: "M'agradaria ser prou arrogant per pensar que el guió era tan bo que fins i tot matar-lo no li podria fer mal" i que en comparació amb els altres episodis de Star Trek va ser "un espectacle força bo". Roddenberry va afirmar, en resposta a les victòries d'Ellison per a l'episodi,  que havia guanyat un Premi Nebula pel seu treball. Tanmateix, això no era cert,  i la categoria Presentació dramàtica no es va crear fins al 1974.

## Estrena casolana i altres adaptacions
La primera adaptació de "La ciutat a la frontera del futur" va ser com una reelaboració d'una història curta de l'autor James Blish a la novel·la Star Trek 2. Va intentar combinar elements tant de la versió televisiva amb aspectes de la versió original d'Ellison després que Ellison li enviés una còpia del guió original.  La portada de l'edició britànica del llibre presentava el Guardià del Futur. Això es va tornar a publicar el 2016 juntament amb les històries curtes de Blish de 44 episodis més en un sol volum com a Star Trek: The Classic Episodes.El primer llançament de mitjans domèstics de "La ciutat a la frontera del futur" va ser a Compact Cassette de Starone Productions el 1982. Un LaserDisc de l'episodi, juntament amb "El factor alternatiu" va ser llançat el 1985. Es van fer més llançaments de tots els episodis de la sèrie en VHS i Betamax.
"La ciutat a la frontera del futur" fou estrenada en DVD juntament amb "Els salvadors, salvats" com a part del llançament general de la sèrie el 2000, i com a part del DVD de la primera temporada el 2004. L'episodi es va incloure a la versió remasteritzada de la primera temporada en DVD i Blu-ray el 2009. La versió remasteritzada incloïa efectes especials renovats i ampliats per CBS Digital sota la direcció de Dave Rossi, així com Mike i Denise Okuda. Els canvis van incloure un camp ampliat de ruïnes al planeta del Guardià, així com imatges actualitzades del planeta des de l'espai. Rossi va explicar que van intentar lligar el teló de fons de tela porpra utilitzat a la versió original en el redisseny, però li preocupava que els "plans gegants del desert violeta" vistos des de l'espai fossin malinterpretats com a oceans. "La ciutat a la frontear del futur" també va aparèixer en diversos conjunts de DVD amb recopilacions d'episodis, inclòs el Star Trek: Fan Collective: Captain's Log, com seleccionat per Shatner, i Captain Kirk's Boldest Missions el 2015.

## Llegat

### Disputa Ellison-Roddenberry
Durant el període en què s'estava desenvolupant el guió, Roddenberry va demanar a Ellison la seva ajuda per salvar el programa. En resposta, Ellison va estar d'acord amb altres escriptors de ciència-ficció, inclosos Richard Matheson, Theodore Sturgeon i Frank Herbert per formar "The Committee". Ellison va escriure en nom seu als membres combinats de la recent Convenció Mundial de Ciència Ficció per demanar-los que escriguin a NBC per salvar el programa. Més tard, Shatner va acreditar Ellison per haver salvat el programa durant la primera temporada. Però després que es va completar el treball de l'episodi, Roddenberry i Ellison no van parlar durant molts anys. Ellison va dir que se sentia utilitzat, mentre que Roddenberry va dir que estava sent injust i que havia condemnat injustament l'episodi, en veu alta i en públic. Ellison va vendre còpies del seu guió original en convencions, mentre que Lincoln Enterprises de Roddenberry va vendre la versió filmada. El 1975, Ellison va tenir els drets d'autor de la versió del primer esborrany de guió, ja que se li va tornar amb notes, que després es va publicar a Six Science Fiction Plays de Simon & Schuster. En aquest moment, ell i Roddenberry havien fet passos conciliadors l'un cap a l'altre,  i el van convidar a presentar una idea per una història d'una pel·lícula Star Trek de finals de la dècada de 1970,  tot i dir que Star Trek era "morta" en una entrevista a The Washington Post quan es va anunciar per primera vegada el projecte cinematogràfic.
Això no va durar. Roddenberry va afirmar en una entrevista a la revista Video Review que Ellison va escriure al guió que tenia Scotty traficant amb drogues i quan se li va demanar que l'eliminés, Ellison va afirmar que Roddenberry s'havia "esgotat". En cap moment en cap de les versions dels contorns o dels guions Scotty va tractar o prendre drogues. Roddenberry va repetir aquesta afirmació al voltant del mateix període el 1987, inclòs a Ben Harnson en una entrevista per a la revista Cinefantastique, i al circuit de conferències de la convenció. Dos números més tard, l'escriptor Alan Brennert va escriure a la pàgina de cartes de Video Review afirmant que Scotty mai havia venut drogues en cap versió del guió. En resposta, Roddenberry va escriure a Brennert, amb data del 25 de març de 1987, i va admetre haver atribuït erròniament el tràfic de drogues a Scotty. Malgrat això, altres publicacions han repetit l'afirmació incorrecta de Roddenberry. Roddenberry també va afirmar haver creat el personatge d'Edith Keeler i basar-la en el seu pare, un agent de policia, en una entrevista a la revista Humanist el març de 1991.
Fins que TV Guide va ser abordat el desembre de 1994, Ellison no va discutir els problemes amb l'episodi imprès més que la introducció a Six Science Fiction Plays. Es va mostrar reticent a parlar-ne per a la revista i, per fer-los marxar, va demanar una suma de diners que creia que era cinc vegades més del que la revista havia pagat mai per una entrevista. Per a la seva sorpresa, la revista va acceptar. Així que va escriure l'article, que va generar immediatament una reacció dels fans de Star Trek.
En el seu llibre de 1996, Harlan Ellison's The City on the Edge of Forever, Ellison va afirmar que mai no havia rebut més que una "mesura" per treballar en l'episodi. Va dir que "tots els sicaris i els putz d'estudi i els saltadors i comerciants semi-alfabetitzats s'han engreixat com un guc en un cadàver del que vaig crear". Va dir que aquesta era la raó per la qual va escriure el llibre. El 13 de març de 2009, Ellison va presentar una demanda contra CBS Television Studios, buscant el 25% dels ingressos nets de marxandatge, publicacions i altres ingressos de l'episodi des de 1967; la demanda també va nomenar al Sindicat d'Escriptors dels Estats Units per no haver actuat repetidament en nom d'Ellison en aquest assumpte. En una declaració de premsa, Ellison va dir: "No es tracta del 'principis', amic, es tracta de diners! Paga'm! Ho faig per la falta de respecte de 35 anys i els diners!" El 22 d'octubre , 2009, la demanda es va resoldre amb Ellison afirmant que estava satisfet amb el resultat.

### Guardà del Futur
El Guardià del Futur, el portal del temps retratat a l'episodi de la sèrie original, és una estructura irregular en forma d'anell (o torus) d'uns 3 metres (9.8 ft) d'ample. La següent aparició a la pantalla del Guardià va ser a l'episodi de Star Trek (sèrie animada) "Yesteryear" (1973) , en què la veu del Guardià va ser proporcionada per James Doohan (que interpreta l'enginyer en cap Montgomery Scott).
Trent Christopher Ganino i Eric A. Stillwell van proposar un retorn del Guardià a La nova generació durant l'escriptura de l'episodi "L'Enterprise del passat". Això hauria vist que un equip de científics vulcanians liderat per Sarek estudiés el Guardià, i accidentalment viatjés en el temps a la història del seu planeta on van causar la mort de Surak, el fundador de la lògica vulcaniana. Després de tornar, descobreixen que la seva gent s'havia aliat amb els Romulans i estaven en guerra amb la Federació. En resposta, Sarek decideix tornar al passat i assumir el paper de Surak per restaurar la línia del temps. El productor Michael Piller volia que la trama se centres en el repartiment de La nova generació, de manera que Sarek i el Guardià van ser eliminats de la història.
El Guardià va tornar a la tercera temporada de Star Trek: Discovery a la història de dues parts "Terra Firma" episodis 9–10. En aquests episodis, el guardià s'ha traslladat a un altre planeta, Dannus V, per evitar ser utilitzat a les guerres temporals. També té la capacitat de projectar un avatar humanoide, anomenat Carl (Paul Guilfoyle), que utilitza per ocultar la seva veritable naturalesa fins que confia en qualsevol individu que el trobi. El Guardià posa a prova Philippa Georgiou abans de tornar-la a un moment en què pot sobreviure.

#### Novel·les i contes no canònics
El Guardià del Futur també ha aparegut en diverses novel·les de Star Trek. La primera aparició va ser a Star Trek: The New Voyages, una recopilació de contes de 1976 que va ser la primera antologia de ficció de Star Trek. El conte "Mind Sifter" de Shirley S. Maiewski va veure el capità Kirk encallat a la Terra dels anys 50 en un hospital psiquiàtric, després d'haver estat segrestat per Kor, sotmès a un tamís mental klíngon i transportat a través del Guardià del Futur. A la novel·la de  A.C. Crispin de 1983 Yesterday's Son, Kirk, Spock i McCoy utilitzen el Guardià per visitar Sarpeidon en el passat a partir de l'episodi "Tots els nostres ahirs". Allà descobreixen que el subjecte de l'enllaç romàntic de Spock, Zarabeth, havia mort anys abans, però ella havia donat a llum el seu fill, Zar. Posteriorment es va publicar una gravació d'àudio de Nimoy i George Takei. Després de l'èxit del llibre, se li va demanar a Crispin que escrivís una seqüela, Time for Yesterday el 1988, en la qual el Guardià funciona malament i la tripulació d' Enterprise ha de buscar l'ajuda de Zar per comunicar-se i reparar-se.
Peter David va decidir basar la seva novel·la de 1992 Imzadi en la mateixa premissa que el final de la versió d'Ellison de "La ciutat a la frontera del futur", excepte que en aquest cas era William Riker que va tornar en el temps utilitzant el Guardià deliberadament per salvar la vida de Deanna Troi. Va pensar que si a Ellison no se li permetia utilitzar la idea a l'episodi, podria presentar la premissa en una novel·la. El Guardià també va ser central a la trama de la novel·la de Judith i Garfield Reeves-Stevens' de 1994 Federation, ja que recita tres esdeveniments històrics al Capità Kirk.
El conte de Brett Hudgins Guardians va aparèixer al setè volum de Star Trek: Strange New Worlds el 2004,  un treball publicat anualment d'històries de fans. A la història, l'Horta de "Un mostra amagat" colonitza el "Time Planet" del Guardià i acaba actuant com a protectors per les següents generacions durant els següents 50.000 anys. David R. George III va decidir incloure el Guardià i un spin-off dels esdeveniments de "La ciutat a la frontera del futur" a la seva trilogia de 2006, "Crucible". A Provenance of Shadows, la entrega de la trilogia basada en McCoy, part del llibre es basa en la realitat on McCoy està atrapat en el passat i ningú ve a rescatar-lo. Els esdeveniments de "La ciutat a la frontera del futur" també es relaten a la fictícia The Autobiography of James T. Kirk de David A. Goodman; l'autor va dir que els efectes de l'episodi i la pèrdua de Keeler afectarien a Kirk durant molt de temps i que podria haver estat el motiu pel qual el personatge mai no va entrar en una relació seriosa i continuada.

#### Còmics no canònics i jocs d'ordinador
A la línia de Star Trek de Gold Key Comics, el Guardià del Futur va aparèixer a la història "No Time Like the Past" de George Kashdan i Al McWilliams i va aparèixer en un número 56, publicat l'octubre de 1978. Kirk, Spock i McCoy han de corregir la història després que un altre viatger utilitzi el Guardian per viatjar al segle II aC, i comparen tant Hanníbal Barca com l'Imperi Romà. Al segon volum de la sèrie de còmics Star Trek de DC Comics, El Gaurdià apareix als números 53 al 57 dins de la història "Timecrime" de Howard Weinstein, Rod Whigham, Rob Davis i Arne Starr.
IDW Publishing va publicar el guió d'Ellison com a còmic sota el títol de Star Trek: Harlan Ellison's Original The City On The Edge Of Forever Teleplay el 2014. El director creatiu i editor en cap Chris Ryall va dir "Presentar el brillant guió original d'Harlan Ellison per a 'City on the Edge' ha estat un dels nostres objectius des que IDW va començar a publicar còmics de Star Trek el 2007". Ellison va treballar al costat d'IDW al còmic, amb obres d'art de J.K. Woodward i escriptura addicional de Scott Tipton i David Tipton. Ellison va dir sobre el format: "Llegir una novel·la gràfica és implicar la teva imaginació, és implicar els cinc sentits i imaginar el que va somiar el creador. I això és el que fa aquest llibre per mi." El 2015 es va publicar una col·lecció de reimpressió (ISBN 978-1631402067).
En el videojoc de rol massiu Star Trek Online, la missió "City on the Edge of Never" implicava que el personatge del jugador utilitzava el Guardi`s per viatjar en el temps fins al 2270 per aturar-se. Els klíngons intenten alterar la història. L'episodi presenta l'USS Kirk i el Guardià projecta un portal temporal a l'espai, permetent al jugador portar el seu vaixell al passat. Va comptar amb la interpretació de veu de Nimoy i va ser ben rebut pels crítics amb l'escriptor de Kotaku Mike Fahey dient "Aquesta missió podria haver fet tot el joc per a mi. Tot era simplement perfecte. Si Star Trek Online falla per algun motiu, aquesta missió sempre serà recordada. La missió tal com estava ja no està disponible."

### "Let's get the hell out of here," nazis i altres influències
L'última línia de Kirk a l'episodi, "Let's get the hell out of here", (fotem el camp d’aquí) va causar problemes a la tripulació, ja que la cadena no volia que la paraula "infern" aparegués als episodis de televisió. Tant Shatner com Roddenberry van lluitar perquè la línia es mantingués, i Roddenberry va dir a NBC que cap altra paraula seria adequada per ser utilitzada en el seu lloc. Els executius de l'estudi van acordar que es podia deixar, i va ser una de les primeres ocasions en què la paraula "infern" es va utilitzar com a paraulota a la televisió. L'episodi també va ser la primera vegada que s'esmentaven els Nazis a Star Trek. Van tenir més protagonisme a l'episodi de la segona temporada "Demostracions de força", així com un parell d'episodis de dues parts, un de les altres franquícies de Trek: un de Star Trek: Voyager com "El joc de matar" i l'altre de Star Trek: Enterprise com " Storm Front".
Quan es desenvolupava una pel·lícula de Star Trek a finals dels anys 70, una de les idees proposades per Roddenberry era que la tripulació viatgés fins als anys 60 i evitar l'assassinat de John F. Kennedy. Aquesta idea es va basar en "La ciutat a la frontera del futur", a causa de la popularitat de l'episodi entre els fans en aquell moment. L'episodi també va ser suggerit per Robert F. Moss a The New York Times com a influència posterior en la trama de Star Trek 4: Missió salvar la Terra. Quan Nimoy es va reunir amb Harve Bennett per discutir les trames proposades per al pel·lícula, va ser l'amor de Bennett per "La ciutat a la frontera del futur" el que el va fer suggerir que haurien d'incloure un element de viatge en el temps a la pel·lícula. Això va fer que el duet discutís la trama potencial amb Ellison. Es va incloure una referència a "La ciutat a la frontera del futur" a l'episodi de dues parts de Star Trek: Deep Space Nine "Past Tense", amb un cartell de boxa que apareix en una escena ambientada a la dècada de 1930 amb Kid McCook i Mike Mason. Hi havia un cartell similar que anunciava un partit al Madison Square Garden a "La ciutat a la frontera del futur", mentre que el de "Past Tense" deia que es tractava d'una represa a San. Francisco.

### Targetes comercials
El 2020, Rittenhouse Archives Ltd. va llançar el producte Star Trek The Original Series Archives and Inscriptions Trading Cards. Al producte hi havia un conjunt d'insercions de 44 targetes titulat "Uncut The City on the Edge of Forever". El conjunt presentava escenes de l'episodi als fronts i breus descripcions de l'acció al darrere.

## Anotacions
1. ↑  La revisió del Nadal-Any Nou de 1967 es va atribuir a Coon al llibre de 1996 de Solow i Justman Inside Star Trek: The Real Story.[22]